# Mesoleptus intermedius
Mesoleptus intermedius är en stekelart som först beskrevs av Forster 1876.  Mesoleptus intermedius ingår i släktet Mesoleptus och familjen brokparasitsteklar. Inga underarter finns listade i Catalogue of Life.